# Hemelvaartkerk van de Serpoechovpoort
De Hemelvaartkerk (Russisch: Вознесенская церковь) is een  orthodox kerkgebouw in Zamoskvoretsje, een stadsdeel in het centrale district van Moskou. 

## Geschiedenis
De geschiedenis van de kerk begon met de toewijzing van een stuk grond door het Danilovklooster bij de Serpoechov-poort. In 1700 verrees hier een houten kerk, die aan de Hemelvaart van de Heer werd gewijd. 
De bouw van de stenen kerk werd in 1708-1709 begonnen en mogelijk gemaakt door tsarevitsj Alexej, de zoon van Peter I van Rusland. Er wordt beweerd dat de bekende architect Domenico Trezzini aan de bouw meewerkte, maar schriftelijke bewijzen hiervan ontbreken. In oktober 1714 werd de benedenkerk ingewijd ter ere van het icoon van de Moeder Gods van Jeruzalem (de kerk staat daarom ook bekend onder de naam Jeruzalemkerk). Nadat in 1718 de tsarevitsj bij de tsaar in ongenade viel werden de bouwwerkzaamheden aan het godshuis stilgelegd. De onvoltooide, aan de Hemelvaart van de Heer gewijde, bovenkerk werd voorzien van een tijdelijk houten dak. 
De bouw aan de bovenkerk werd hervat in 1756 en in 1762 voltooid. In 1830-1840 vond er een grote renovatie plaats en voegde men aan de kerk een refectorium met aan de heiligen Nicolaas van Myra en Sergius van Radonezj gewijde kapellen toe. De bouw van een vierhoekige laat-classicistische klokkentoren volgde in 1842.

## Sluiting en herbouw
In 1929 werd de kerk voor de eredienst gesloten en begon de aftakeling van het gebouw. De koepel werd afgetopt en het kerkgebouw werd als koelruimte in gebruik genomen. Later kreeg de kerk ook andere bestemmingen. De klokkentoren werd voor het grootste deel vernietigd, alleen de eerste verdieping bleef staan en kreeg een woonbestemming. De omheining en de poort werden geheel gesloopt.
In 1991 werd de parochie nieuw leven ingeblazen. Het voormalige godshuis werd teruggegeven aan de Russisch-orthodoxe kerk en vanaf het midden van de jaren 1990 werd er met de herbouw begonnen. Onder een witte kalklaag werden nog grote delen van de oude muurbeschilderingen teruggevonden. Ook de klokkentoren werd geheel gereconstrueerd.
Als onderdeel van het complex naast de Hemelvaartkerk, dat o.a. een weeshuis herbergt, werd in 1995 de kapel van Sint-Olga gelijk aan de apostelen gebouwd.

## Afbeeldingen

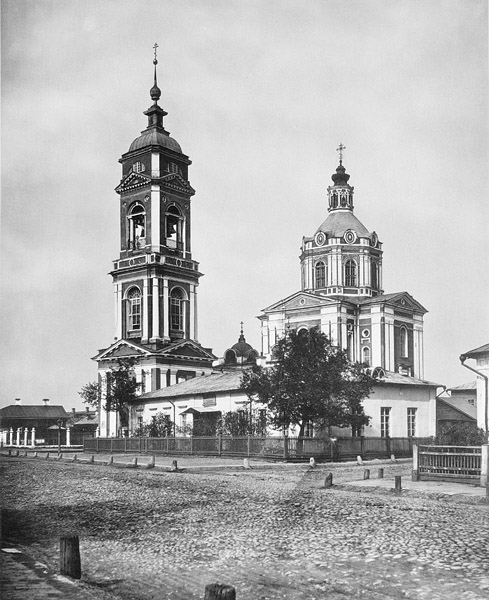
De kerk in 1882
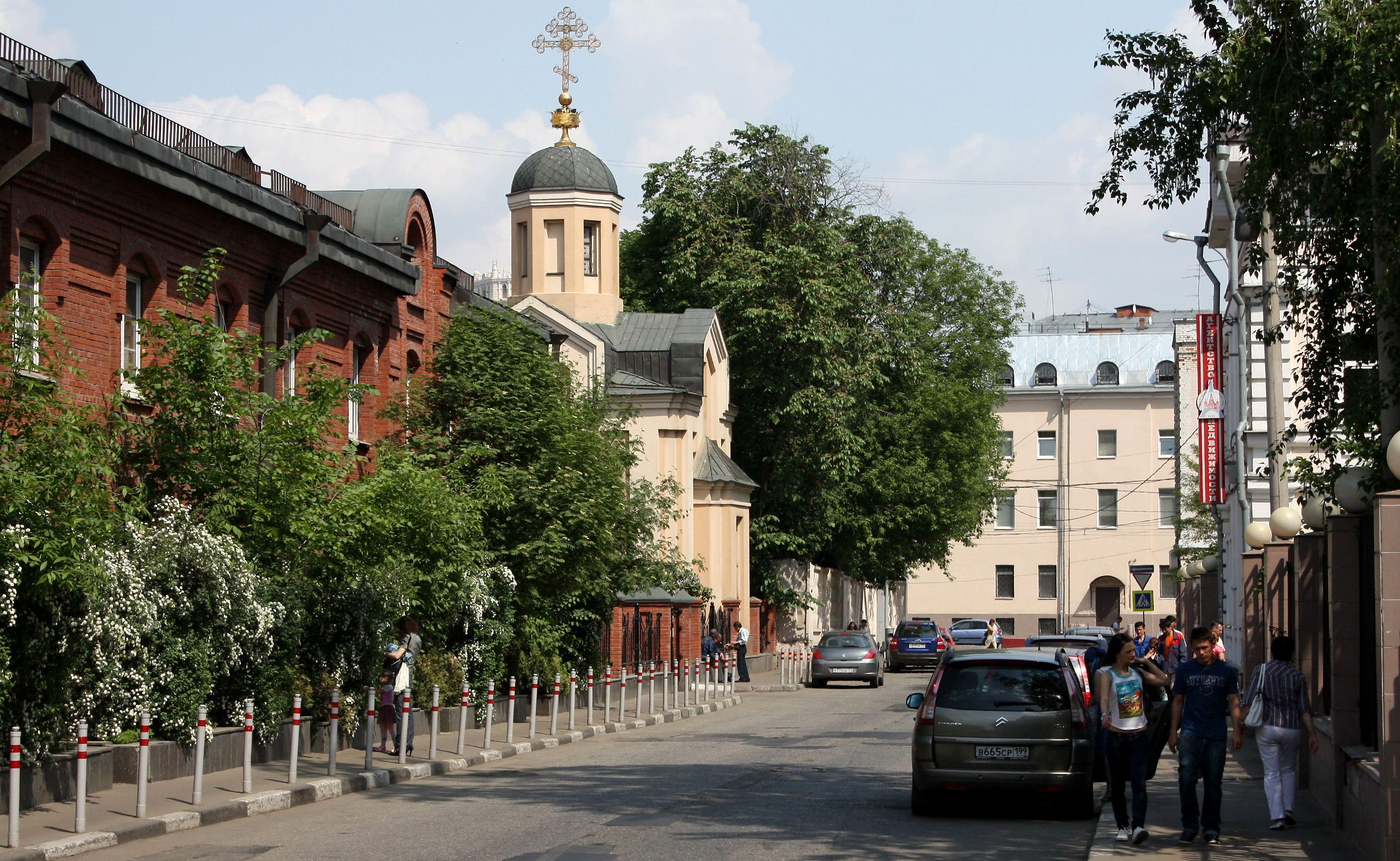
de Olgakapel